# Kazuyasu Minobe
Kazuyasu Minobe (見延 和靖 Minobe Kazuyasu?), n. 15 iulie 1987, Echizen, Prefectura Fukui, Japonia) este un scrimer japonez specializat pe spadă, laureat cu bronz la Campionatul Asiatic în 2015 și în 2016.

## Carieră
Primul sport său a fost volei. S-a apucat de scrimă la liceu, la sfatul tatălui său. Prima competiție internațională a avut-o în anul 2008. S-a alăturat echipei naționale a Japoniei, cu care a câștigat medalia de bronz la Campionatul Asiatic în 2012 și în 2014, precum și bronzul la Jocurile Asiatice din 2010 și argintul la cele din 2014. 
În sezonul 2014-2015 a obținut prima sa medalie individuală la o mare competiție, bronzul la Campionatul Asiatic de la Singapore. În sezonul următor a creat surpriză, câștigând etapa de Cupa Mondială de la Tallinn. Datorită rezultatelor bune pe care le-a înregistrat, s-a calificat la Jocurile Olimpice de vară din 2016. La Rio de Janeiro a trecut succesiv de italianul Marco Fichera și rusul Anton Avdeev. În sferturile de finale a pierdut cu vicecampionul mondial en titre, francezul Gauthier Grumier, și s-a clasat pe locul 6.
La Jocurile Olimpice de la Tokyo a câștigat medalia de aur cu echipa Japoniei.

## Palmares
Clasamentul la Cupa Mondială
| An  | 2008 | 2009 | 2010 | 2011 | 2012 | 2013 | 2014 | 2015 | 2016 |
| --- | ---- | ---- | ---- | ---- | ---- | ---- | ---- | ---- | ---- |
| Loc | 275  | 252  | 73   | 59   | 122  | 61   | 25   | 18   | 7    |

## Legături externe
- en  Site-ul oficial Arhivat în 21 aprilie 2016, la Wayback Machine. al lui Kazuyasu Minobe
- ja  Prezentare la Nexus Group
- en Kazuyasu Minobe la Olympedia.org